# Jordan Torunarigha
Jordan Torunarigha (* 7. August 1997 in Chemnitz) ist ein nigerianisch-deutscher Fußballspieler, der auf der Position des Abwehrspielers eingesetzt wird.

## Vereinskarriere

### Juniorenbereich
Jordan Torunarigha hatte in der Jugend zunächst in seiner Geburtsstadt beim Chemnitzer FC gespielt, bevor er 2006 in das Nachwuchsleistungszentrum von Hertha BSC wechselte. Er spielt auf der Position des Innenverteidigers.
Der größte Erfolg dort gelang ihm im Jahr 2015 mit dem Gewinn des DFB-Junioren-Vereinspokals. Im Amateurstadion bezwang Torunarigha an der Seite von Maximilian Mittelstädt und Yanni Regäsel Energie Cottbus mit 1:0.
Ein Jahr später wurde dort erneut das Finale erreicht. Im Endspiel mussten sich die Herthaner allerdings mit 2:4 Hannover 96 geschlagen geben.

### Herrenbereich
Zuvor hatte Torunarigha bereits im Juli 2015 im Regionalliga-Team von Hertha BSC sein Debüt im Herrenbereich gegeben, als Trainer Ante Čović ihn beim 1:0-Auswärtssieg beim FSV 63 Luckenwalde in der Startelf aufgestellt hatte.
Am 15. Spieltag der Bundesliga-Saison 2016/17 wurde Torunarigha von Trainer Pál Dárdai erstmals für den Profikader nominiert, kam in der Partie bei RB Leipzig jedoch nicht zum Einsatz. Kurz darauf unterzeichnete Torunarigha bei Hertha BSC einen bis 2020 laufenden Lizenzspielervertrag.
Am 19. Spieltag beim 1:0 gegen den FC Ingolstadt 04 absolvierte er sein Bundesligadebüt, als er in der 90. Minute für Vedad Ibišević eingewechselt wurde und dort auf der ungewohnten Position des Stürmers agierte. Sein erstes Bundesligator schoss Torunarigha am 13. Mai 2017 im Auswärtsspiel gegen den SV Darmstadt 98, als in der 28. Minute mit einem Kopfballtor zum 0:2-Endstand für die Hertha traf.
Im Januar 2022 wechselte Torunarigha auf Leihbasis nach Belgien zur KAA Gent. Er bestritt 11 von 16 möglichen Ligaspielen, zwei Pokalspiele einschließlich des gewonnenen Finales sowie zwei Conference-League-Spiele für Gent. Ein endgültiger Wechsel nach Gent wurde von Hertha zunächst abgelehnt. Somit kehrte Torunarigha zur Sommervorbereitung 2022 nach Berlin zurück. Er wechselte jedoch noch vor dem Beginn der Saison 2022/23 endgültig zur KAA Gent, bei der er einen Vertrag bis zum 30. Juni 2025 unterschrieb. Hier bestritt er 34 von 40 möglichen Ligaspielen, in denen er drei Tore schoss, ein Pokalspiel und zehn Spiele im Europapokal. In der nächsten Saison waren es 33 von 41 möglichen Ligaspielen, in denen er ein Tor schoss, und wie im Vorjahr ein Pokalspiel und zehn Spiele im Europapokal. Im Sommer 2025 verließ er Gent.
Nach seinem Vertragsende in Gent wechselte Torunarigha zur Saison 2025/26 ablösefrei zum Hamburger SV, der zuvor in die Bundesliga aufgestiegen war.

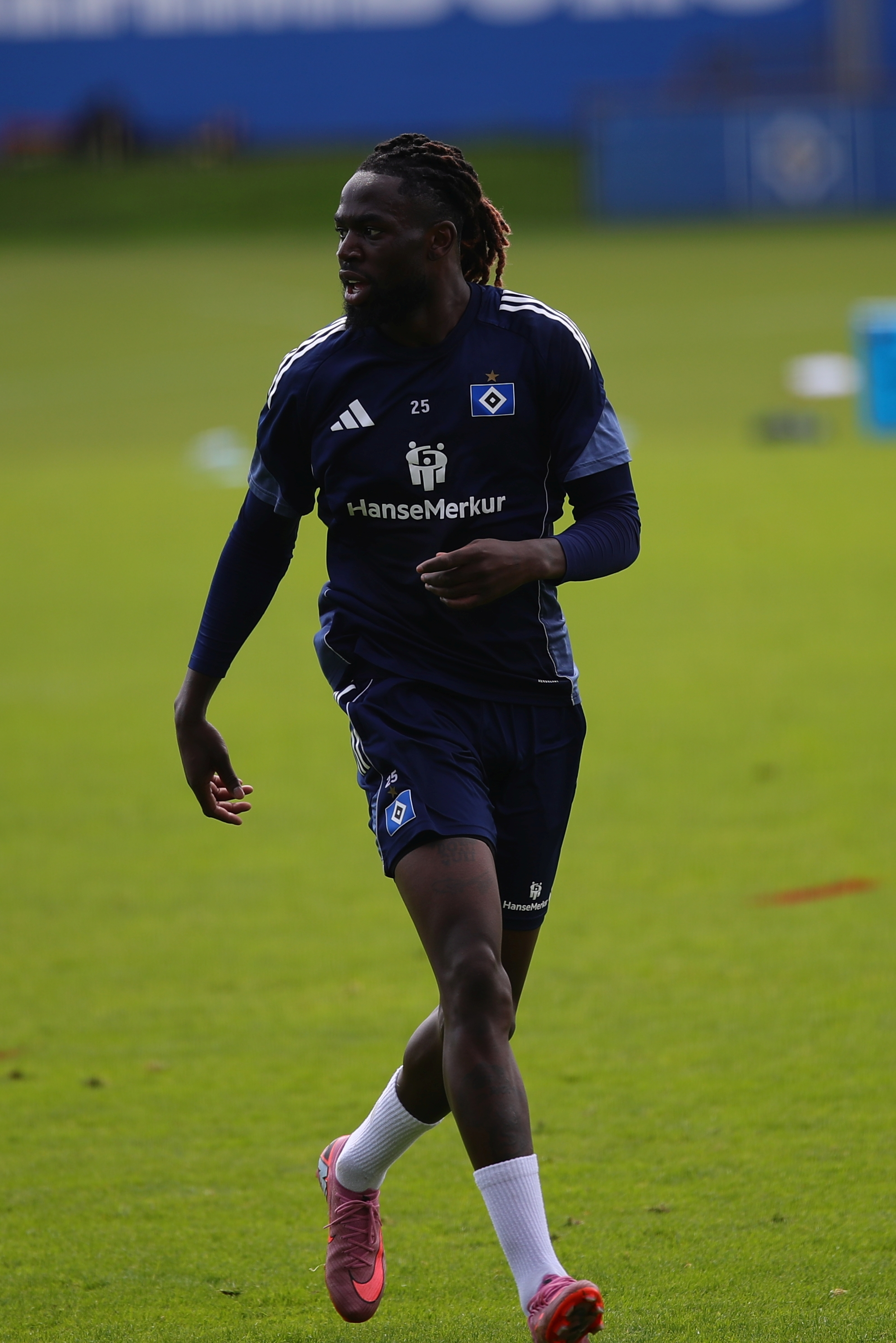
Jordan Torunarigha im Training des HSV (2025)

## Nationalmannschaft
Jordan Torunarigha stand von 2012 bis 2019 im Aufgebot verschiedener Auswahlmannschaften des Deutschen Fußball-Bundes.
Anfang Juli 2021 wurde Torunarigha von Stefan Kuntz in den Kader der deutschen Olympiaauswahl für das Fußballturnier der Olympischen Sommerspiele 2021 berufen. Deutschland schied nach der Gruppenphase aus, Torunarigha kam bei allen Partien zum Einsatz.
Im Oktober 2023 kam Torunarigha zu seinem ersten Spiel für die nigerianische Nationalmannschaft in einem Freundschaftsspiel gegen Mosambik, welches mit einem Sieg für die Nigerianer zu Ende ging. Bis Sommer 2024 wurde er nicht erneut in den Kader der Nationalmannschaft berufen.

## Titel
- Belgischer Pokalsieger: 2022 (KAA Gent)
- Deutscher A-Junioren-Pokalsieger: 2015 (Hertha BSC)

## Privates
Torunarighas Vater ist der ehemalige Zweitliga-Profi, Trainer und nigerianische Nationalspieler Ojokojo Torunarigha. Sein älterer Bruder Junior Torunarigha ist ebenfalls Fußballspieler.
Als GoVolunteer-Botschafter für Vielfalt und Toleranz setzt sich Torunarigha für ein friedliches und tolerantes Zusammenleben ein.
Torunarigha wurde wiederholt rassistisch beleidigt. 2017 bei einem U23-Spiel und beim Pokalspiel beim FC Schalke 04 (Endstand 3:2 n. V. für Schalke) am 4. Februar 2020. Dieses Vorkommnis war Teil der Dokumentation Schwarze Adler des Streaminganbieters Prime Video. Während eines Testspiels mit der Olympiaauswahl des DFB gegen Honduras kam es erneut zu einer rassistischen Beleidigung. Daraufhin verließ das Team von Stefan Kuntz in der 85. Minute geschlossen den Platz.